# David S. Goyer
David Samuel Goyer (ur. 22 grudnia 1965 w Ann Arbor) – amerykański scenarzysta, producent, reżyser filmowy i autor komiksów. Jest Żydem mesjanistycznym.

## Życiorys
Goyer pochodzi z Ann Arbor w Michigan, USA. Jest absolwentem Huron High School i Uniwersytetu Stanforda. Ukończył Akademię Filmu i Telewizji w 1988 roku.
Był studentem scenarzysty Nelsona Giddinga w Uniwersytecie Stanforda i wrócił do jego klasy jako wolny słuchacz. Swój pierwszy scenariusz napisał w 1990 roku do filmu Wykonać wyrok. Za pieniądze ze scenariusza kupił sobie model Isuzu Trooper, który został skradziony pierwszej nocy, kiedy go przywiózł.

### Praca
Goyer zaczął od pisania komiksów, m.in. Doctor Strange, Ghost Rider, Batman: Początek, Mroczny Rycerz i The Flash.
Napisał komiksy z serii Liga Sprawiedliwych dla DC Comics, debiutując w 1999 roku. Ligę Sprawiedliwych Bez Granic napisał już z pomocą Jamesa Robinsona i Goeffa Johnsa.
Goyer był z Brannon'em Bragą współtwórcą FlashForward: Przebłysk jutra, serialu science fiction, którego premiera odbyła się jesienią 2009 roku na kanale ABC. Serial oparty jest na powieści Roberta J. Sawyera.

## Filmografia

### Scenariusz
- 1990 Wykonać wyrok
- 1991 Kickboxer 2: Godziny zemsty
- 1992 Szatańskie zabawki
- 1993 Arcade
- 1993 Lalkarz vs. Szatańskie Zabawki
- 1994 Władca lalek
- 1996 Kruk 2: Miasto Aniołów
- 1998 Mroczne miasto
- 1998 Nick Fury: Agent Tarczy
- 1998 Blade: Wieczny łowca
- 2002 ZigZag
- 2002 Blade: Wieczny łowca II
- 2003 Freddy kontra Jason
- 2004 Blade: Mroczna trójca
- 2004 Władca lalek vs. Szatańskie Zabawki
- 2005 Freddy kontra Jason 2
- 2005 Batman: Początek
- 2007 Ghost Rider
- 2008 Jumper
- 2008 Mroczny Rycerz
- 2009 Nienarodzony
- 2010 The Flash
- 2010 Baltimore
- 2011 X-Men Testament: Magneto
- 2011 Wonder Woman
- 2013 Człowiek ze stali
- 2016 Batman v Superman: Świt sprawiedliwości
- 2019 Terminator: Mroczne przeznaczenie

### Seriale
- 1997 Lunatycy
- 2000 Łowcy Koszmaru
- 2005 Threshold – Strategia Przetrwania
- 2006 Blade: The Series
- 2009–2010 FlashForward: Przebłysk jutra
- 2012-2015 Demony da Vinci
- 2014–2015 Constantine
- 2018 Krypton
- 2021-dziś Fundacja

### Reżyseria
- 2002 ZygZak
- 2004 Blade: Mroczna trójca
- 2005 Threshold – Strategia Przetrwania
- 2007 Niewidzialny
- 2009 Nienarodzony
- 2010 Baltimore
- 2011 X-Men Testament: Magneto

### Produkcja
- 1991 Kickboxer 2: Godziny zemsty
- 1997 Lunatycy
- 2000 Misja na Marsa
- 2003 Nawiedzony dwór
- 2005 Threshold – Strategia Przetrwania
- 2006 Blade: The Series
- 2007 Ghost Rider
- 2011 Niezapomniany